# Canton de Manosque-Sud-Est
Le canton de Manosque-Sud-Est est une ancienne division administrative française située dans le département des Alpes-de-Haute-Provence et la région Provence-Alpes-Côte d'Azur.

## Composition
Le canton de Manosque-Sud-Est regroupait une fraction de la commune de Manosque et deux communes :
contenait les communes de Corbières, Manosque (fraction) et Sainte-Tulle.
| Nom                   | Code Insee | Intercommunalité                        | Population (dernière pop. légale) |
| --------------------- | ---------- | --------------------------------------- | --------------------------------- |
| Manosque (chef-lieu)  | 04112      | CA Durance-Luberon-Verdon Agglomération | 21 941 (2014)                     |
| Corbières-en-Provence | 04063      | CA Durance-Luberon-Verdon Agglomération | 1 097 (2014)                      |
| Sainte-Tulle          | 04197      | CA Durance-Luberon-Verdon Agglomération | 3 398 (2014)                      |

## Histoire
À la suite du décret du 24 février 2014, le canton a été supprimé, fin mars 2015, pour les élections départementales de 2015. Les communes ont rejoint le nouveau canton de Manosque-3.

## Administration
| Période | Période      | Identité              | Étiquette | Qualité |
| ------- | ------------ | --------------------- | --------- | --- |
| 1985    | 1992         | Henri Rocca           | PCF       | Maire de Sainte-Tulle (1978-1989)                                                                                    |
| 1992    | 2003 (décès) | Mario De Nadaï        | PCF       | Cadre EDF retraité Maire de Sainte-Tulle (1989-2001)                                                                 |
| 2003    | 2015         | Yannick Philipponneau | PCF       | Ingénieur en sécurité nucléaire au CEA Maire de Sainte-Tulle (2001-2009) Ancien Conseiller municipal de Sainte-Tulle |

Canton créé en 1985

## Démographie
| 1990  | 1999  | 2006  | 2011  | 2012  |
| ----- | ----- | ----- | ----- | ----- |
| 7 280 | 7 710 | 7 633 | 9 189 | 9 044 |

## Sources